# Bernd Leistner (Literaturwissenschaftler)
Bernd Leistner (* 3. Mai 1939 in Eibenstock; † 27. Februar 2019 in Leipzig) war ein deutscher Literaturwissenschaftler und Schriftsteller.

## Leben
Bernd Leistner studierte von 1957 bis 1962 Germanistik und Geschichte an der Universität Leipzig. Von 1962 bis 1971 wirkte er als Lehrer für Deutsch und Geschichte in Mittweida und Leipzig. 1971 promovierte er in Leipzig zum Doktor der Philosophie. Anschließend arbeitete er bis 1974 als
Lektor für Germanistik in Skopje (Mazedonien).

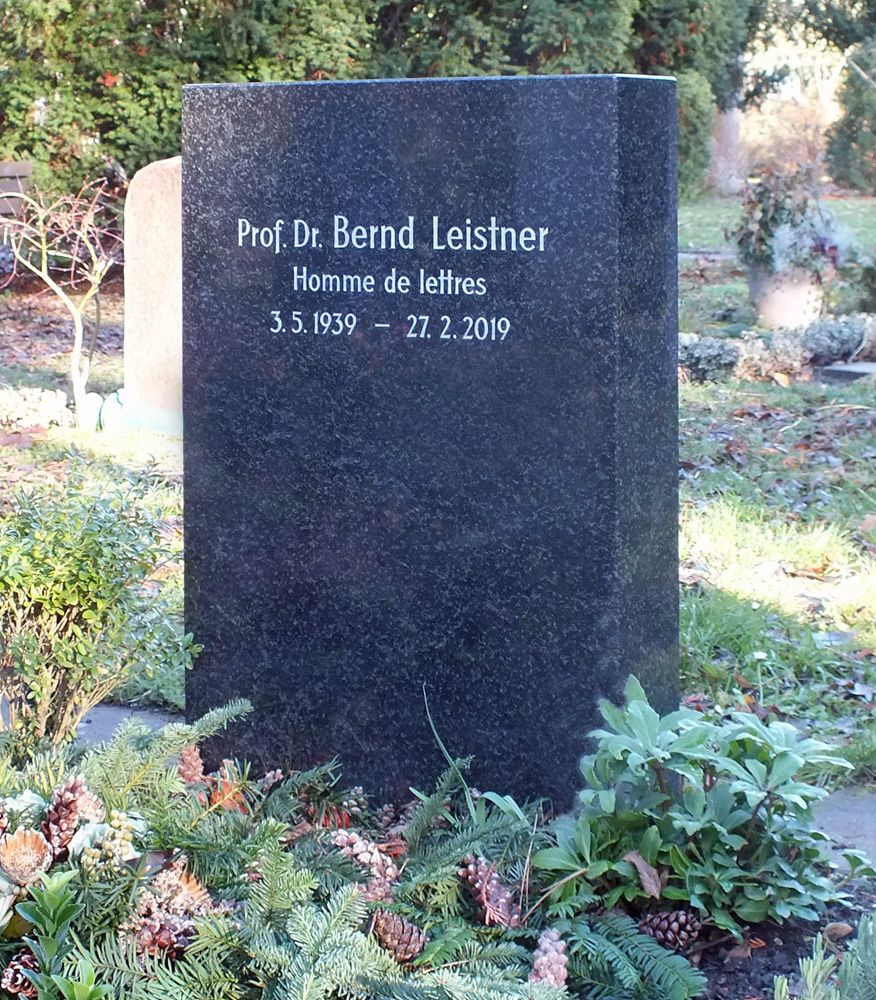
Sein Grabstein auf dem Südfriedhof in Leipzig

Von 1974 bis 1976 war er Oberassistent an der Sektion Germanistik der Universität Leipzig und von 1976 bis 1988 wissenschaftlicher Mitarbeiter der Nationalen Forschungs- und Gedenkstätten der klassischen deutschen Literatur in Weimar. 1982 erfolgte seine Habilitation. Von 1988 bis 1992 war er Dozent am Literaturinstitut „Johannes R. Becher“ in Leipzig, daneben nahm er mehrere Gastprofessuren an westdeutschen Universitäten wahr. Von 1992 bis 2004 war er Inhaber des Lehrstuhls für Deutsche Literatur der Neuzeit an der Technischen Universität Chemnitz. Leistner lebte zuletzt in Leipzig.
Bernd Leistner veröffentlichte neben zahlreichen germanistischen Facharbeiten einige Bände mit Essays, vorwiegend zu Themen aus dem Bereich der deutschen Klassik.
Er war Mitglied des  PEN-Zentrums Deutschland und seit 1998 der Sächsischen Akademie der Künste. 1985 erhielt er den Heinrich-Mann-Preis.

## Werke
- Der Epiker Johannes Bobrowski, Leipzig 1971
- Unruhe um einen Klassiker, Halle [u. a.] 1978
- Johannes Bobrowski, Berlin 1981
- Spielraum des Poetischen, Berlin [u. a.] 1985
- Sixtus Beckmesser, Berlin [u. a.] 1989
- Von Goethe bis Mörike, Erkelenz 2001
- Der dreifache Demetrius, Weimar 2005 (zusammen mit Mirjam Springer und Monika Ritzer)
- In Sachen Peter Hacks. Studien und Kritiken aus zwei Jahrzehnten, Edition Neue Klassik Nr. 5, Mainz 2011, ISBN 978-3-940884-39-8
- In aller Form. Altväterische Gedichte und Sprüche, Mainz 2011, ISBN 978-3-940884-49-7
- Im Lauf der Zeiten. Erinnerungssplitter, Bucha bei Jena 2017, ISBN 978-3-943768-81-7

## Herausgeberschaft
- Schiller, das dramatische Werk in Einzelinterpretationen, Leipzig 1970 (zusammen mit Hans-Dietrich Dahnke)
- Johannes Bobrowski, Berlin 1975 (zusammen mit Gerhard Rostin und Eberhard Haufe)
- Johannes Bobrowski: Erzählungen, Leipzig 1978
- Arno Schmidt: Vom Grinsen des Weisen, Leipzig [u. a.] 1982
- Debatten und Kontroversen, Berlin [u. a.] (zusammen mit Hans-Dietrich Dahnke)
  - 1 (1989)
  - 2 (1989)
- Deutsche Erzählprosa der frühen Restaurationszeit, Tübingen 1995
- Literaturlandschaft Böhmen, Köln 1997
- Goethe, Velber [u. a.] 1999
- Die Aktualität eines Unzeitgemäßen, Chemnitz 2001